# Chăn nuôi công nghiệp

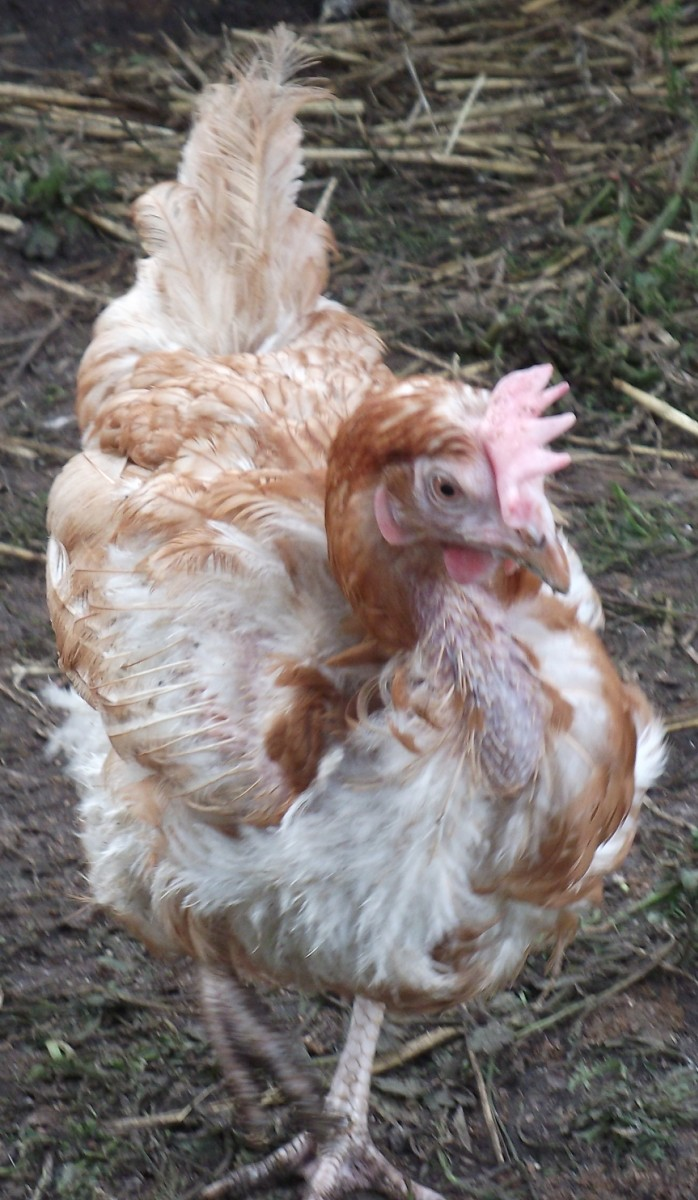
Một con gà đang được chăn thả

Chăn nuôi công nghiệp hay chăn nuôi kiểu công nghiệp là một thuật ngữ đề cập đến quá trình chăn nuôi gia súc tập trung với mật độ cao, số lượng lớn gia súc, gia cầm hay vật nuôi theo một quy trình khép kín, quay vòng nhanh. Trong quy trình này thường có mặt một số lượng lớn động vật cùng một kiểu gen và được nuôi theo một mục đích như nuôi gà chuyên lấy thịt hay nuôi gà chuyên lấy trứng, nuôi bò chuyên thịt hay nuôi bò chuyên sữa... Đây cũng là một trong những biểu hiện của quá trình công nghiệp hóa nông nghiệp.
Chăn nuôi công nghiệp thường gắn với các trang trại thâm canh, cơ giới hóa và được gọi là các "trang trại nhà máy" nơi mà một trang trại hoạt động như một nhà máy và hoàn toàn là một lĩnh vực kinh doanh nông nghiệp hay Sản xuất hàng hóa trong nông nghiệp. Vị trí của các trang trại này thường đặt tại các vùng đồng quê, trên các cánh đồng hay đồng cỏ rộng rãi. Các sản phẩm chính của ngành công nghiệp này là thịt, sữa và trứng cung cấp cho con người.
Tuy nhiên việc chăn nuôi công nghiệp theo quy mô lớn đã tiềm ẩn những nguy cơ ô nhiễm môi trường nghiêm trọng vì đây là dạng chăn nuôi chuyên môn hóa, theo mô hình chuồng trại, nuôi nhốt để vỗ béo, tăng trọng nên năng suất cao, dạng chăn nuôi này so với chăn nuôi truyền thống không chỉ gây ô nhiễm môi trường mà còn làm mất tính đa dạng của động vật nuôi.

## Tham khảo

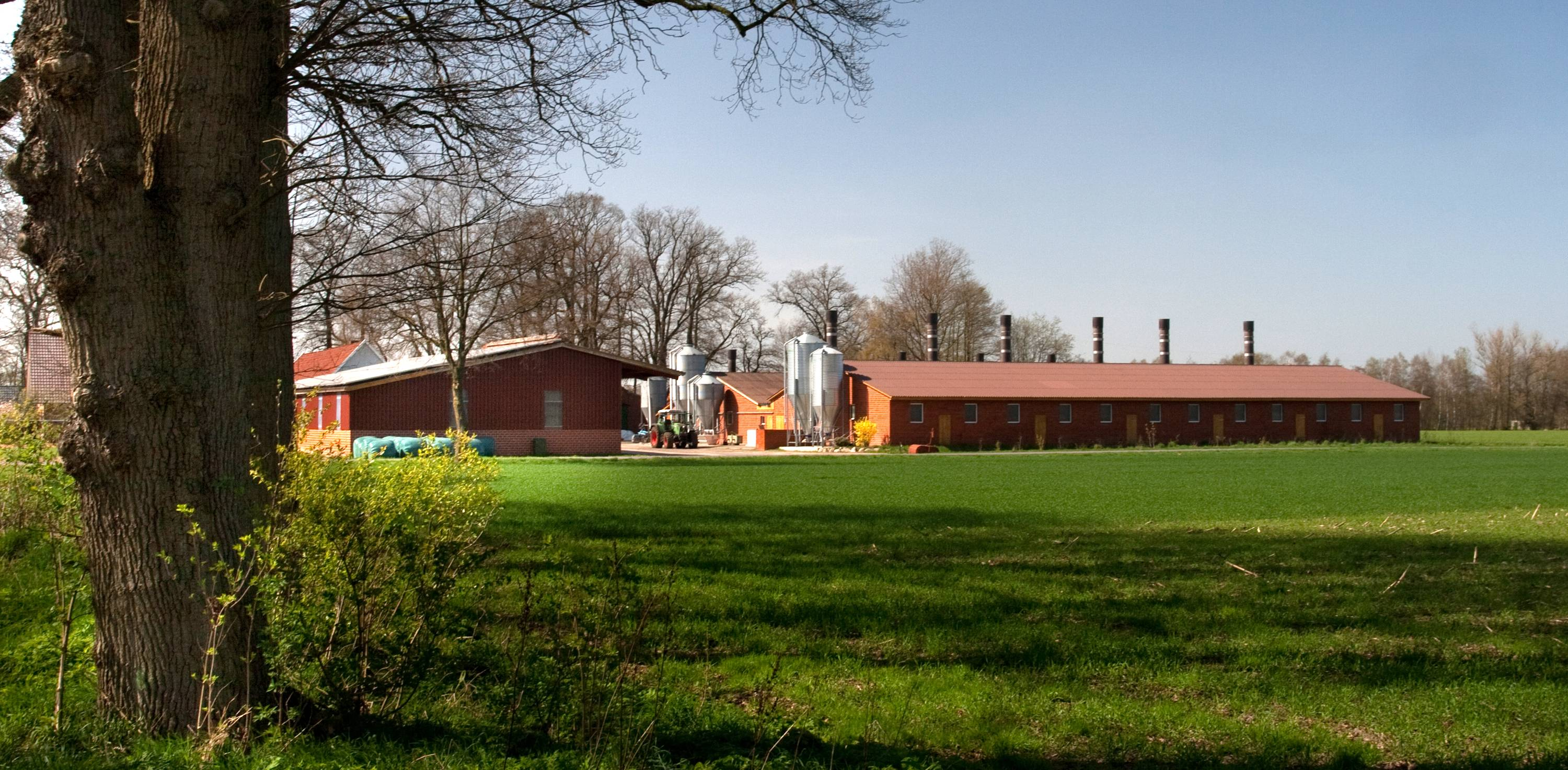
Một trang trại chăn nuôi ở Đức